# Strzelanina w Zakładzie Karnym w Sieradzu
Strzelanina w Zakładzie Karnym w Sieradzu – strzelanina, do której doszło 26 marca 2007 roku w zakładzie karnym w Sieradzu w województwie łódzkim w Polsce. Napastnik, 28-letni strażnik więzienny Damian Ciołek, zaczął strzelać do nieuzbrojonych policjantów, zabijając trzech z nich i ciężko raniąc przewożonego przez nich aresztanta, po czym sam został postrzelony i zatrzymany przez funkcjonariuszy policji. Jest to najprawdopodobniej najkrwawszy dotychczas w III Rzeczypospolitej atak zarówno tzw. aktywnego strzelca i również prawdopodobnie najkrwawsza masowa strzelanina w Polsce po 1989 roku.

## Przebieg
Strzelanina miała miejsce około 8:30 rano w Zakładzie Karnym Sieradz. W tym momencie z więzienia wyjeżdżał radiowóz policyjny z trzema policjantami i aresztantem. Wówczas 28-letni strażnik więzienny Damian Ciołek ostrzelał z wieżyczki strażniczej z karabinka AK radiowóz policyjny. Wskutek ostrzelania zmarło 3 policjantów (dwóch zginęło na miejscu, jeden później w szpitalu). Ciężko rannemu aresztantowi udało się przeżyć zamach. Napastnik został chwilę później postrzelony w ramię (według innych doniesień postrzelił się sam) i lekko raniony przez znajdujących się w okolicy policjantów oraz aresztowany.

## Sprawca
Sprawcą strzelaniny był 28-letni Damian Ciołek (do czasu skazania przedstawiany w mediach jako Damian C.), który był strażnikiem więziennym w zakładzie, na terenie którego dokonał masakry. Bezpośrednio po masakrze służby poinformowały, że nie był to zamach terrorystyczny, ale akt szaleńca, a dyrektor więzienia pułkownik Marek Lipiński poinformował, że sprawca masakry miał zdolność i kondycję fizyczną i psychiczną do wykonywania swojej pracy. Motywy ataku Ciołka nie są znane. Niedługo po ataku ówczesny minister spraw wewnętrznych Janusz Kaczmarek stwierdził, że sprawca mógł mieć problemy rodzinne i już po zatrzymaniu wyraził chęć pomocy rodzinom zabitych przez siebie ofiar. Podczas przesłuchań procesowych napastnik ponadto skarżył się na zaburzenia psychotyczne.
W procesie przed Sądem Okręgowym w Sieradzu, a następnie Sądem Apelacyjnym w Łodzi Damian Ciołek został prawomocnie skazany na karę dożywotniego pozbawienia wolności. Kasację obrońcy oddalił Sąd Najwyższy.

## Reakcje
Strzelanina była komentowana jako temat dnia przez większość mediów telewizyjnych. Dzień po strzelaninie ówczesny minister sprawiedliwości Zbigniew Ziobro zadeklarował pomoc dla rodzin ofiar zastrzelonych w Sieradzu policjantów i złożył im kondolencje z powodu tragedii. Minister spraw wewnętrznych Janusz Kaczmarek zapowiedział, że dzieci ofiar masakry będą otrzymywać wsparcie aż do osiągnięcia pełnoletności lub zakończenia edukacji. Także ówczesny komendant główny policji Konrad Kornatowski złożył kondolencje rodzinom ofiar i wyraził swoje zszokowanie strzelaniną mówiąc: Jestem dogłębnie wstrząśnięty tym, co się stało. Minister Ziobro powiedział ponadto, że strzelanina w Sieradzu dowodzi, że w Polsce musi pozostać ograniczony dostęp do broni palnej.